# Mandray
Mandray és un municipi francès, situat al departament dels Vosges i a la regió del Gran Est. L'any 2007 tenia 611 habitants.

## Demografia

### Població
El 2007 la població de fet de Mandray era de 611 persones. Hi havia 250 famílies, de les quals 58 eren unipersonals (35 homes vivint sols i 23 dones vivint soles), 90 parelles sense fills, 90 parelles amb fills i 12 famílies monoparentals amb fills.
La població ha evolucionat segons el següent gràfic:
Habitants censats

### Habitatges
El 2007 hi havia 317 habitatges, 245 eren l'habitatge principal de la família, 48 eren segones residències i 23 estaven desocupats. 285 eren cases i 32 eren apartaments. Dels 245 habitatges principals, 205 estaven ocupats pels seus propietaris, 33 estaven llogats i ocupats pels llogaters i 7 estaven cedits a títol gratuït; 3 tenien dues cambres, 28 en tenien tres, 50 en tenien quatre i 165 en tenien cinc o més. 207 habitatges disposaven pel capbaix d'una plaça de pàrquing. A 95 habitatges hi havia un automòbil i a 138 n'hi havia dos o més.

### Piràmide de població
La piràmide de població per edats i sexe el 2009 era:
| Homes | Edats   | Dones |
| ----- | ------- | ----- |
| 0     | 95 o +  | 0     |
| 0     | 90 a 94 | 0     |
| 4     | 85 a 89 | 4     |
| 0     | 80 a 84 | 0     |
| 12    | 75 a 79 | 12    |
| 16    | 70 a 74 | 4     |
| 16    | 65 a 69 | 16    |
| 16    | 60 a 64 | 4     |
| 4     | 55 a 59 | 8     |
| 36    | 50 a 54 | 20    |
| 24    | 45 a 49 | 32    |
| 36    | 40 a 44 | 32    |
| 20    | 35 a 39 | 24    |
| 28    | 30 a 34 | 20    |
| 12    | 25 a 29 | 16    |
| 12    | 20 a 24 | 4     |
| 32    | 15 a 19 | 32    |
| 12    | 10 a 14 | 32    |
| 8     | 5 a 9   | 32    |
| 20    | 0 a 4   | 12    |

## Economia
El 2007 la població en edat de treballar era de 419 persones, 317 eren actives i 102 eren inactives. De les 317 persones actives 276 estaven ocupades (143 homes i 133 dones) i 40 estaven aturades (16 homes i 24 dones). De les 102 persones inactives 40 estaven jubilades, 31 estaven estudiant i 31 estaven classificades com a «altres inactius».

### Ingressos
El 2009 a Mandray hi havia 249 unitats fiscals que integraven 638,5 persones, la mediana anual d'ingressos fiscals per persona era de 16.470 €.

### Activitats econòmiques
Dels 11 establiments que hi havia el 2007, 4 eren d'empreses de fabricació d'altres productes industrials, 3 d'empreses de construcció, 1 d'una empresa de comerç i reparació d'automòbils, 1 d'una empresa financera i 2 d'empreses de serveis.
Dels 4 establiments de servei als particulars que hi havia el 2009, 1 era un taller de reparació d'automòbils i de material agrícola, 1 fusteria, 1 lampisteria i 1 electricista.
L'any 2000 a Mandray hi havia 19 explotacions agrícoles que ocupaven un total de 180 hectàrees.

## Equipaments sanitaris i escolars
El 2009 hi havia una escola elemental.

## Poblacions més properes
El següent diagrama mostra les poblacions més properes.